# Rezolucja Rady Bezpieczeństwa ONZ nr 963
Rezolucja Rady Bezpieczeństwa ONZ nr 963 została przyjęta jednomyślnie 29 listopada 1994 r.
Po przeanalizowaniu wniosku Palau o członkostwo w Organizacji Narodów Zjednoczonych, Rada zaleciła Zgromadzeniu Ogólnemu przyjęcie tego państwa do swojego grona.